# Super Crazy
Francisco Islas Rueda (3 de diciembre de 1973) es un luchador profesional mexicano más conocido por su nombre en el ring, Super Crazy que pasó por la Extreme Championship Wrestling, International Wrestling Association y la World Wrestling Entertainment. Entre sus logros destacan el haber obtenido una vez el Campeonato de Televisión de la ECW.

## Carrera

### Inicios
Islas peleó durante 1995 para la empresa Universal Wrestling Alliance, donde fue uno de los luchadores principales. Debido a su fama, fue contratado por la empresa Asistencia, Asesoría y Administración (AAA) ese mismo año. Entre 1996 y 1997, peleó bajo el gimmick de Histeria, junto a Maníaco,  (Mosco de la Merced I) y Mach 1 como parte del equipo Rudos de la Galaxia. Sin embargo, estuvo poco tiempo, ya que en 1997 fue a Estados Unidos, apareciendo en el programa de la World Wrestling Federation (WWF) RAW y Shotgun.
En septiembre de 1997, cambió su gimmick a Quarterback y se fue a la Promoción Azteca donde el guionista Konnan hizo de él el centro de la División Peso Crucero de aquella liga. Mientras tanto, Super Crazy tuvo un feudo con Venum Black, el cual culminó el 6 de marzo en una pelea máscara vs. cabellera, ganando Crazy y reteniendo su máscara.

### Extreme Championship Wrestling (1998-2001)
Super Crazy fue convencido por Paul Heyman después de observar sus excelentes habilidades. Fue contratado en 1998 y ya pronto tuvo un gran feudo con Yoshihiro Tajiri. Este feudo tuvo su primer encuentro en un PPV en Guilty as Charged en el cual ganó Tajiri. Su combate Mexicano a muerte contra Tajiri fue candidato a ser el mejor combate de la ECW del año 1999 por la Pro Wrestling Illustrated. Luego pelearon en House Party, en Crossing the Line y Living Dangerously, ganando Islas en todos, acabando el feudo en Living Dangerously.
Tras esto peleó en CyberSlam frente a Mosco de la Merced, ganando Islas; en Hardcore Heaven derrotó a Taka Michinoku; en Heat Wave derrotó a Little Guido y en The Last Show at the Madhouse derrotó a Rhino.
Luego empezó un feudo con Little Guido y Tajiri, luchando en una Triple Threat Match en Anarchy Rulz, ganando Tajiri.
Ganó a Spike Dudley y a Little Guido en Re-enter the Sandman, pero fue derrotado junto a Tajiri en November to Remember por Jerry Lynn, haciendo estos dos un equipo que derrotaría a Lynn y Guido en Guilt as Charged.
Crazy ganó el ECW Television Championship en el Living Dangerously. El título estaba vacante debido a una lesión de Rob Van Dam y el campeonato necesitaba un nuevo campeón. Después de derrotar a Little Guido en las semifinales, por la noche, Super Crazy derrotó a Rhino en la final. Islas perdió el título un mes después ante a Yoshihiro Tajiri
Ese mismo mes lucharía frente a Kid Kash en Wrestlepalooza, ganándole Francisco, en CyberSlam fue derrotado por Little Guido en una Triple Threat Match, en la cual participaba también Kash.
Tras esto hizo amistad con Kash e hicieron un equipo, luchando en Massacre on 34th Street, donde Yoshihiro Tajiri y Mikey Whipwreck derrotaron a Super Crazy y Kid Kash, en Holiday Hell fue derrotado por C.W. Anderson y en Guilt as Charged fue derrotado por Yoshihiro Tajiri y Mikey Whipwreck junto a Kid Kash en una Triple Threat Match por equipos, en la cual también participaban The FBI.
Este fue su último PPV en la empresa.

### Circuitos Independientes (2001-2005)
Después de irse de la ECW, Crazy combatió para diferentes empresas como, por ejemplo el Consejo Mundial de Lucha Libre, Xtreme Pro Wrestling, como en la International Wrestling Association.
En el debut del Ring of Honor, La Era del Honor empieza el 23 de febrero del 2002, Crazy derrotó a Eddie Guerrero para convertirse en el primer Campeón Intercontinental Pesado de la IWA. Más tarde perdería el título el 6 de abril de ese mismo año por Andy Anderson, recuperándolo una semana después, cuando Anderson lo perdió por culpa de una lesión. Crazy perdió el título una vez más el 20 de abril, cuando perdió contra Anarchy.
Crazy también apareció el 5 de marzo del 2003 en una edición de la Total Nonstop Action Wrestling en un PPV como un auténtico luchador de Konnan, donde perdió contra Jerry Lynn.

### World Wrestling Entertainment (2005-2008)

#### 2005
En 2005, Crazy firmó un contrato con WWE. Él inicialmente apareció en el promo de WWE ECW One Night Stand 2005 el 12 de junio de 2005 ganando un combate internacional three-way dance por hacer la cuenta a Yoshihiro Tajiri en la cuenta final pinfall del combate. Durante el combate, él aplicó un moonsault de la segunda cuerda. La primera aparición de Crazy en la televisión de WWE, fue durante el 18 de junio de 2005 aireando en el show de su hermana SmackDown!' WWE Velocity, haciendo pareja con Psicosis para derrotar a Akio y Billy Kidman.
Psicosis, Super Crazy, y Juventud enfeudaron juntos para formar un stable conocido como The Mexicools. El grupo hizo su debut como heels en la edición del 23 de junio de SmackDown! cuando todos los tres miembros se dirigieron al ring en un John Deere lawn mower con las matrículas alteradas para decir Juan Deere (John in Spanish) y vistiendo unos monos de trabajo. Entonces atacaron a Chavo Guerrero y Paul London durante su combte por el WWE Cruiserweight Championship. Juventud cortó un promo questionando la escasez de "verdaderos luchadores mexicanos" en la Cruiserweight Division, antes de ir a ridiculizar el estado actual de los mexicanos en América en general. Llegaron a una "Mexican Limo 2005" y el grupo clamó que incluso el presidente de México pone en ridículo a los mexicanos en los Estados Unidos (en referencia a la remarcada controversial de Vicente Fox que dijo sobre los inmigrantes mexicanos, que hacen los trabajos "que ni siquiera los negros querían hacer"). Juventud entonces estató que ellos fueron "no por mucho tiempo para limpiar los baños y trabajar para "ellos" (los "gringos") pero "ellos" iban a trabajar para "nosotros" (The Mexicools)", antes de doblar el equipo "no Mexicans pero Mexicools!" En las semanas siguientes, continuaron interfiriendo en combates y ridiculizando la imagen estereotipada de mexicanos en los Estados Unidos.
A pesar de que fueron introducidos como heels, el grupo rápidamente fue el favorito de la audiencia y eventualmente empezaron a actuar como faces. Recibieron un fuerte aprobado de la audiencia incluso durante su debut, el cual ocurrió en Tucson, Arizona, donde la población es un 35% hispánica, el cual puede haber contribuido a la reacción inesperada. El 24 de julio en The Great American Bash, Psicosis hizo la cuenta a Stevie Richards para asegurar la primera victoria de los Mexicools en su primer PPV en un Six-Man Tag Match con bWo.
Durante la edición del 2 de diciembre de SmackDown!, Super Crazy y Psicosis compitieron en una battle royal por encima de la tercera cuerda contra otras 5 equipos. La pareja consiguió la victoria y se merecieron un combate contra MNM en Armageddon 2005 por los WWE Tag Team Championship. Desgraciadamente para los Mexicools, MNM Habían perdido los títulos por parejas, antes de su combate por los campeonatos por parejas. No mucho después, Super Crazy y Psicosis fueron los únicos Mexicools restantes en WWE, puesto que Juventud fue despedido de la WWE el 6 de enero de 2006.

#### 2006
Super Crazy y Psicosis continuaron peleando como un equipo, pero Islas tuvo su empuje como competidor individual, hecho que quedó demostrado cuando lo hicieron contendiente número #1 para el Campeonato de los Pesos Crucero y consiguiendo tal admiración que estuvo cerca de conseguir el premio al combate del año en un combate en Velocity donde Super Crazy derrotó a Nunzio el 18 de febrero.
Durante la mitad del 2006 la ECW volvía a pertenecer a la empresa, y con ella vinieron especulaciones sobre si dejaría SmackDown! para ir a la nueva ECW. Las especulaciones se fueron cuando tuvo un combate con Yoshihiro Tajiri haciendo frente a los F.B.I. en ECW One Night Stand 2006. Después de esto, cuando Crazy y Psicosis, llegaron a SmackDown! comenzaron a desmoronarse porque Psicosis abandonó repetidamente a Islas por culpa de unos incidentes con un heel llamado The Great Khali. El resultado de esto fue que el equipo se separó y empezaron un feudo después de que Psicosis se volviera heel. Después de su ruptura ambos, Psicosis y Super Crazy se separaron en distintos programas de la WWE.
El 4 de septiembre, Super Crazy hizo su debut en RAW con una victoria frente a Chris Masters usando su moonsault "patentado". Islas continuó con su feudo con Masters durante todo septiembre, venciéndole una vez más en su feudo. Durante ese tiempo, a la vez que com Masters, compitió también con otras cuatro superestrellas:Johnny Nitro, Carlito, Jeff Hardy y Randy Orton en una batalla de seis hombres por el Título Intercontinental en la edición de RAW del 18 de septiembre, en el cual Masters y Crazy pudieron ganar.
Después de su pequeño feudo con Masters, Islas empezó a ser protagonista del evento principal de HEAT, antes de volver de nuevo al show principal para retornar de nuevo su feudo con Masters. Islas estaba en una mala situación con Johnny Nitro y Melina, cuando estaba con Mickie James, con quien estaban enfeudados.

#### 2007
Super Crazy sufrió una lesión en la rodilla izquierda en el ligamento colateral medio en un house show el 21 de abril de 2007 en Oberhausen, Alemania. Super Crazy volvió a los rings el 18 de junio en un combate grabado en HEAT, perdiendo ante William Regal.
En la edición de RAW el 2 de julio, Islas fue el oponente de Mr. Kennedy en un combate Beat the ClockClasificatorio para un combate por en Campeonato de la WWE The Great American Bash. Super Crazy apareció corriendo con la bandera de México. Después de su entrada Mr. Kennedy se puso a autoanunciarse, cuando de pronto Crazy le hizo el conteo para ganar la lucha, después de esto Kennedy atacó a Super Crazy con algo de brutalidad; dos semanas después fue vencido por el ya anunciado antes.
En octubre, Super Crazy formó un equipo con Jim Duggan, quienes recurrieron a un "gag" en el cual los dos empezaron a hablar entre ellos con "hoooo" y "siiiiii", compitiendo en HEAT con un éxito moderado. Durante ese tiempo, el dúo recibió el nombre no oficial de "The Crazy Hoes".

#### 2008
A comienzos de año perdió una lucha clasificatoria para el Royal Rumble contra Mr. Kennedy.
Durante los meses siguientes solo estuvo participando en HEAT, y en Raw solo era utilizado como Jobber.
El 25 de junio fue traspasado de RAW a la marca ECW en el Supplemental Draft 2008. El 5 de agosto fue removido de ECW a SmackDown!', en su primera lucha fue derrotado por The Brian Kendrick.
En la edición del 19 de agosto de la ECW hizo pareja con Evan Bourne y Tommy Dreamer contra Jonh Morrison, The Miz y Chavo Guerrero. El 5 de noviembre de 2008 fue despedido de la WWE al pedir que le cesaran el contrato por su 'Estatus' en la empresa.

### Circuitos independientes (2008-presente)
Poco después de ser despedido de la WWE, Islas empezó a trabajar para la empresa de Perro Aguayo Jr. Promociones Perros del Mal. Super Crazy luchó en varias peleas contra "Los Perros del Mal", haciendo equipo con Juventud Guerrera. El 10 de enero de 2009, Super Crazy derrotó a X-Fly en una Luchas de Apuestas de cabellera contra cabellera. En su última aparición en Los Perros del Mal hizo equipo con Perro Aguayo Jr. y Damian 666, perdiendo ante LA Par-K, Olímpico y Super Porky el 20 de junio de 2009.
El 14 de febrero de 2009 hizo su regreso a la International Wrestling Association, donde ganó el Campeonato Intercontinental Peso Pesado de la IWA por tercera vez al derrotar a Joe Bravo. Super Crazy retuvo el título hasta el 16 de mayo de 2009, perdiéndolo ante Rick Stanley en el evento Juicio Final. El 2 de mayo de 2009, se enfrentó a Blue Demon, Jr. por el Campeonato Mundial Peso Pesado de la NWA, pero fue derrotado. Recibió una segunda oportunidad por el campeonato el 9 de agosto de 2009 en una lucha en la que también participó Oliver John, pero Demon volvió a retener el título. En julio de 2009, Islas participó en la All Japan Pro Wrestling en la Junior Heavyweight League. Super Crazy se clasificó para las semifinales al derrotar a NOSAWA Rongai yToshizo y empató contra Kaz Hayashi. En la semifinal derrotó a Minoru pero fue derrotado en la final por Shuji Kondo el 7 de agosto de 2009. Mientras estaba en Japón, apareció en un evento de HUSTLE, luchando bajo el nombre de Super Virus, haciendo equipo con Devil Pierroth y Rey Ohara, perdiendo ante KG, Shiro Koshinaka y Taijiri.
El 8 de agosto hizo una aparición sorpresa en la Xtreme Latin American Wrestling (X-LAW) donde derrotó a Panama Jack Daniels en una lucha no anunciada, convirtiéndose en el primer Campeón Junior Peso Pesado de la XLAW. Defendió el título el 8 de septiembre ante Halloween y NOSAWA.
El 30 de enero de 2010, Super Crazy apareció en WrestleReunion 4, evento de la Pro Wrestling Guerrilla, siendo derrotado por Human Tornado. También participó en la All Japan Pro Wrestling, donde hizo equipo con BUSHI para a ganar el AJPW Junior Tag League de 2010, derrotando en la final a Hiroshi Yamato & Shuji Kondo. El 5 de diciembre luchó en Chile en la promoción Xplosión Nacional de Lucha en su evento Desastre Total, donde puso en juego su Campeonato Junior Peso Pesado de la X-LAW. En el evento se enfrentó a Giger y XL en una lucha a dos caídas. En la primera, cubrió a XL, ganando el Campeonato de la XNL, pero en la segunda perdió el título de la X-LAW a favor de XL. El 13 de marzo lo retuvo en otro evento de la XNL ante Crazy Sid.
El 6 de junio, Crazy apareció en TripleManía XVIII como miembro de Perros del Mal Producciones. El 20 de junio de 2010, Super Crazy apareció por sorpresa en un episodio de la AAA. Se unió a La Legión Extranjera y luchó junto a Chessman & Alex Koslov, perdiendo ante Extreme Tiger, Joe Lider & Nicho el Millonario. Durante el evento principal, junto a Los Perros del Mal atacaron a Dr. Wagner Jr. El 4 de julio de 2010, Super Crazy, Damián 666 & Halloween derrotaron a Dr. Wagner Jr., Joe Lider & Nicho el Millonario.
Tras esto, continuó en el grupo durante el feudo con Los Psycho Circus. El 29 de mayo de 2011, en el tercer aniversario de Perros del Mal Producciones, ambos grupos se enfrentaron en un steel cage Máscara contra Cabellera. Al final, Crazy fue el único que quedó en la jaula, por lo que fue rapado.
En diciembre Crazy regresa a Chile al evento Desastre Total 2011, donde derrotó a Katastrofe, reteniendo el Campeonato de XNL y ganando por segunda vez el Campeonato Peso Pesado Junior de la X-LAW. El 19 de febrero de 2012, perdió el Campeonato de la X-LAW ante Daga en un combate en el que también luchó Joe Lider. Tras esto, estuvo un mes luchando en la Pro Wrestling NOAH, donde tuvo varios combates, incluyendo una lucha por el Campeonato Peso Pesado Junior en Parejas de la GHC de ANMU (Atsushi Aoki & Kotaro Suzuki) junto a Ricky Marvin, siendo derrotados. A su regreso a América, participó en el evento de la Xtrem Mexican Championship Aniversario, donde se enfrentó al Campeón de la XMC X-Fly y a Necro Butcher en un combate por el título, el cual ganó. Tras retener el 29 de junio el Campeonato de la XNL ante Caoz y Gaston Mateo, lo perdió el 1 de julio en el evento de la XNL Contraataque ante Ariki Toa.
En julio, regresó a Noah, donde el 22 de julio, junto a Marvin, derrotaron a Special Assault Team (Atsushi Aoki & Kotaro Suzuki), ganando el Campeonato Peso Pesado Junior en Parejas de la GHC. Tras esto, se enfrentó al Campeón Junior Peso Pesado Yoshinobu Kanemaru el 25 de agosto en una lucha por el título, pero fue derrotado. El 20 de septiembre, Crazy & Marvin debutaron en la Wrestling New Classic (WNC), derrotando a El Hijo del Pantera & Yusuke Kodama.
El 30 de septiembre de 2018 luchó en la empresa colombiana "Colombia Pro Wrestling" en el PPV llamado "solo por una noche" en el cual derrotó a James Cage y karcamo para convertirse en el "campeón gran internacional" inaugural

### Consejo Mundial De Lucha Libre (2016-presente)
Regresó al Consejo y perdió su cabellera ante Bucanero en el 83 aniversario el viernes 2 de septiembre del presente año. Hizo su regreso oficial al Consejo en un combate de tríos en julio del presente año. Antes de eso estuvo recurrente en la promoción Mexicana Lucha Libre Elite donde aún sigue incursionando.

### Pro Wrestling NOAH (2022-presente)
El 5 de enero de 2022, Crazy hizo su regreso a Noah compitiendo en una lucha por equipos de seis hombres como miembro de Los Perros del Mal de Japón.
En el episodio 4 de NOAH Monday Magic, se enfrentó a Masato Tanaka y a Ninja Mack por el Campeonato Violento Peso Abierto de GHC, sin embargo perdió.

## En lucha
- Movimientos finales
  - The Trifecta[25] (Tres moonsaults seguidos, cada uno desde una cuerda del turnbuckle en orden ascendente)
  - Crazy Bomb[2] (Straight jacket release powerbomb)
  - Moonsault[2]
  - Standing moonsault side slam desde una posición elevada
- Movimientos de firma
  - Springboard tornado DDT
  - Varias tipos de moonsault:
    - Diving
    - Diving corkscrew[2]
    - Diving side slam
    - Double jump
    - Springboard[2]
    - Standing
    - Split-legged
    - Desde un balcón - 1998-2001

  - Vertical suplex brainbuster
  - Corkscrew plancha[2]
  - Dropkick,[2] a veces desde una posición elevada
  - Tilt-a-whirl backbreaker
  - Elevated mounted punches mientras el público cuenta hasta diez en castellano
  - Spinning heel kick
  - Rolling kip-up
  - Rope hung Boston crab

- Apodos
  - The Extreme Luchador
  - The Insane Luchador
  - El loco de Tulacingo

## Campeonatos y logros
- All Japan Pro Wrestling
  - World Junior Heavyweight Championship (1 vez)[26]
  - AJPW Junior Tag League 2010 – con con BUSHI[17]

- Extreme Championship Wrestling
  - ECW World Television Championship (1 vez)[2]
  - ECW World Television Championship Tournament (2000)

- Global Les Catch
  - GLC Extreme Championship (1 vez, actual)

- International Wrestling Association
  - IWA Hardcore Championship (9 veces)[2]
  - IWA Intercontinental Heavyweight Championship (3 veces)[2]
  - IWA World Junior Heavyweight Championship (3 veces)[2]

- International Wrestling League

- IWL International Tag Team Championship (1 vez, actual) – con Scorpio, Jr.

- NWA: Extreme Canadian Championship Wrestling[2]
  - NWA Canadian Heavyweight Championship (2 veces)[2]
  - NWA Canadian Junior Heavyweight Championship (1 vez)[2]

- Pro Wrestling Noah
  - GHC Junior Heavyweight Tag Team Championship (1 vez, actual) – con Ricky Marvin[22]

- Pro Wrestling ZERO-ONE[2]
  - ZERO-ONE International Junior Heavyweight
Championship (1 vez)[2]

- Super X Grand Prix Championship Wrestling
  - Super X Championship (1 vez, actual)

- Universal Wrestling Association

- UWA World Junior Heavyweight Championship (1 vez)
- UWA World Welterweight Championship (2 veces)

- Xplosion Nacional de Lucha
  - Campeonato Mundial XNL (1 vez)[29]

- Xtreme Latin American Wrestling
  - X-LAW Junior Heavyweight Championship (2 veces)[2]

- Xtreme Mexican Wrestling
  - XMW Championship (1 vez, actual)

- Otros
  - CWA Junior Heavyweight Championship (2 veces)[2]

- Pro Wrestling Illustrated
  - Situado en el Nº37 en los PWI 500 de 1999.[30]
  - Situado en el Nº39 en los PWI 500 del 2000.[31]
  - Situado en el Nº94 en los PWI 500 del 2001.[32]
  - Situado en el Nº278 en los PWI 500 del 2003.[33]
  - Situado en el Nº119 en los PWI 500 del 2006.[34]
  - Situado en el Nº124 en los PWI 500 del 2007.[35]
  - Situado en el N°194 en los PWI 500 del 2008[36]
  - Situado en el N°220 en los PWI 500 del 2009
  - Situado en el Nº236 en los PWI 500 de 2010[37]
  - Situado en el Nº255 en los PWI 500 de 2011[38]
  - Situado en el Nº240 en los PWI 500 de 2013[39]
  - Situado en el Nº198 dentro de los 500 mejores luchadores individuales de la historia en los PWI Years del 2003.